# Stiftung Deutsche KinderKrebshilfe
Die Stiftung Deutsche Kinderkrebshilfe (Eigenschreibweise: Stiftung Deutsche KinderKrebshilfe) setzt sich für die Erforschung und Bekämpfung von Krebserkrankungen im Kindesalter ein.
Die rechtsfähige Stiftung mit Sitz in Bonn ist eine Tochterorganisation der Deutschen Krebshilfe und wurde am 28. Juni 1996 gegründet. Die Stiftungsaufsicht hat die Bezirksregierung Köln. Die gemeinnützige Institution hat ein im Geschäftsbericht 2020 ausgewiesenes Stiftungskapital von 31,5 Millionen Euro. Stiftungsvorsitzender ist Gerd Nettekoven.

## Geschichte
Um die Aktivitäten auf dem Gebiet der Kinderonkologie zu bündeln, wurde im Juni 1996 die rechtsfähige Stiftung Deutsche Kinderkrebshilfe gegründet. Dabei wurde die rechtlich geschützte Schreibweise KinderKrebshilfe verwendet, um zur besseren Unterscheidung ähnlicher Begriffe beizutragen. Die Organisation ging aus der „Deutschen Krebshilfe e. V.“ (Bonn) hervor.

## Leistungen
Die Stiftung setzt sich für die Erforschung und Bekämpfung von Krebserkrankungen im Kindesalter ein.
Sie stellt Mittel zur Verfügung, um:
- Kinderkrebszentren und Spezialstationen auf- und auszubauen,
- Behandlungsrichtlinien zu entwickeln,
- personelle Engpässe bei Ärzten und Pflegepersonal zu überbrücken,
- Elternhäuser und  Elternwohnungen in Kliniknähe einzurichten,
- Nachsorgekliniken, die sich auf die Ausrichtung von Kuren für krebskranke Kinder und Jugendliche spezialisiert haben, zu unterstützen,
- die Lehre auf dem Gebiet der kinderonkologischen Forschung und der Krebsbekämpfung bei Kindern zu fördern.
- Ausbildungs- und Fördermaßnahmen zu unterstützen.

## Finanzierung
Die Stiftung finanziert ihre Aktivitäten ausschließlich durch Spenden, unter anderen aus der ZDF-Benefiz-Gala Willkommen bei Carmen Nebel, die erstmals 2009 zugunsten der Deutschen Krebshilfe ausgestrahlt wurde. Die Organisation erhält keine öffentlichen Mittel. Gelder aus der pharmazeutischen Industrie werden nicht angenommen.
Der Deutsche Golfverband und seine Mitglieder helfen mit einer Daueraktion, die seit Beginn von „Europas größter Benefiz-Golfturnierserie“ im Jahr 1982 bis einschließlich 2019 rund 8,2 Millionen Euro für die Deutsche Krebshilfe und die Stiftung Deutsche Kinderkrebshilfe zur Bekämpfung der Krebskrankheiten spendete. Nach Ende des 115. bundesweiten Benefiz-Turniers mit 7.000 Teilnehmern in Eckernförde konnten einschließlich einer 25.000-Euro-Spende des Generalsponsors Deka-Bank insgesamt 290.000 Euro der Krebshilfe übergeben werden.
Bereits im Jahr 2017 kamen mit einer Sonderspende der Deka-Bank als traditionellem Sponsor der Turnierserie über 300.000 Euro zusammen.
Bei den bundesweiten Golfspielen 2020 haben die teilnehmenden Golfclubs trotz Corona-Krise 245.000 Euro Spenden erzielt. Die Gesamtspende der Golfer ist seit Beginn der Jahresaktionen einschließlich des Jahres 2020 auf 8,5 Millionen Euro gestiegen.
Einen Spendenrekord für die Stiftung Deutsche Kinderkrebshilfe brachte bereits 2018 eine Einzelaktion der Bundeswehr: Das Panzerpionierbataillon Holzminden 1 erzielte mit einer internationalen Modellbau-Ausstellung einen Betrag von 60.000 Euro.
Weitere Einnahmen der Kinderkrebshilfe kommen aus Einzelspenden, Vermächtnissen und Erbschaften sowie Benefiz-Aktionen und Verkäufen von Benefizprodukten. Mit dem Geld finanziert die Stiftung einen Teil der in Deutschland laufenden Therapiestudien bei Kindern.

## Buchveröffentlichung
Das Bemühen der Stiftung Deutsche Krebshilfe, den Ängsten der an Krebs erkrankten Kindern und Jugendlichen zu begegnen, auf ihre Fragen zu antworten und sie durch Hoffnung auf Genesung zu stärken, wird mit dem Kinder-Sachbuch „Wie ist das mit dem Krebs?“ der Ärztin Sarah Herlofsen unterstützt. Das Buch erschien in Kooperation mit der Deutschen Krebshilfe. Nach der Publikation in Norwegen soll nach Eigenangabe nun in Deutschland dabei geholfen werden, „Kindern ihre Fragen nach einer komplizierten Krankheit zu beantworten, unabhängig davon, ob sie selbst krank sind, ein Kind aus dem Freundeskreis oder ein Familienmitglied“, schrieb Cornelia Scheel von der Deutschen Krebshilfe in einem Vorwort zu dem Ratgeber. Ergänzend zum Kinderbuch kamen bis Februar 2021 acht Animationsfilme für Kinder hinzu, um ihnen eine Krebserkrankung altersgerecht zu erklären. Die Filme beantworten Fragen zu Themen wie: „Was ist Krebs?“, „Gibt es ein Mittel gegen Krebs?“, „Es gibt keine dummen Fragen“ und über die „Chemotherapie“. Sie werden kostenlos abgegeben.
Zum Internationalen Kinderkrebstag 2021 appellierte die in der Krebshilfe als Vorsitzende des „Mildred-Scheel-Förderkreises“ engagierte Scheel an alle Erwachsenen, offen mit der Krebs-Problematik umzugehen. Ihre Mutter, Krebshilfe-Gründerin Mildred Scheel, erlag 1985 selbst einem Krebsleiden. Daher wisse sie, „dass Schweigen sehr belastend sein kann, insbesondere für Kinder und Jugendliche“, erklärte Scheel aus eigener Erfahrung zu ihrem ehrenamtlichen Engagement im Kampf gegen Krebs. Ganz besonders wichtig sei auch „die Botschaft, dass eine Krebsdiagnose heute kein Todesurteil mehr ist: Viele Menschen überleben ihre Krankheit“.

## Preise und Auszeichnungen
- 2009 Medizinpreis-Verleihung Charity Award von Springer Medizin für die Leistungen der Deutschen Kinderkrebshilfe im Kampf gegen den Krebs im Kindesalter, die Verbesserung der Chancen für betroffene Kinder und des Umfeldes für ihre Angehörigen. Die Auszeichnung ist mit einem Medien-Paket von 100.000 Euro dotiert.[12]